# 三木町立平井小学校
三木町立平井小学校（みきちょうりつ ひらいしょうがっこう）は、香川県木田郡三木町にある公立小学校。

## 概説
学制発布施行によって三木郡平木村に設立されていた平木小学（ひらぎしょうがく）を直接の前身とし、同様に隣村であった井上村の井上小学（いのえしょうがく）と池戸村の池戸小学（いけのべしょうがく）と共に、第一次小学校令施行に伴う対等合併を行った事によって、成り立った小学校である。ただし、これら3小学を前身とした場合には資料不詳により設立年が不明となるため、通常においてはこの前身3校の合併をもって設立の起点に定めている。そのため数えられる年数上だけでも120年以上の歴史を誇る学校である。
学区内に山間部（井上と池戸の各字の北部域）が存在するためスクールバスを運行している。それ以前においては、山間部の児童に対して、低学年の場合は分校への通学（井上分校廃止まで）高学年の児童に対しては自転車通学や親による車両送迎の許可（井上分校廃止後は低学年に対しても）によって、対応していた。
学区内にある香川大学医学部附属病院内に特別教室（実質上の分校）を設置しており、病院内で治療を行っている子どもにも、滞りなく教育が受けられるよう配慮する取り組みが見られる。

## 沿革
※公式サイトより主要事項を抜粋
- 1892年（明治25年）4月 - 平木・井上・池戸の3小学を統合し平井村立平井尋常小学校（第一次）として設立される。
  - 井上・池戸の各校は分教場として機能を残し、各分教場は低学年（1年・2年）育成の場とする。
- 1898年（明治31年）1月 - 地域の小学校区が再編成され、新川を境として井上分教場が平井北尋常小学校（ひらいきたじんじょうしょうがっこう）となり、本校は平井南尋常小学校（ひらいみなみじんじょうしょうがっこう）となる。この時に池戸分教場を廃止。
- 1912年（明治45年）3月 - 平井北尋常小学校と平井南尋常小学校が統合。平井尋常小学校（第二次）に戻る。
  - 平井南尋常小学校を改称の後の存続学校とし、平井北尋常小学校を井上分校とする。井上分校は3年生までの育成の場とする。
- 1913年（大正2年）9月 - 現在地に増築移転する。
- 1914年（大正3年）4月 - 高等科併置。平井尋常高等小学校（ひらいじんじょうこうとうしょうがっこう）となる。
- 1919年（大正8年）4月 - 平井町発足。経営が同町に移管され平井町立の小学校となる。
- 1941年（昭和16年）4月 - 国民学校令により、平井国民学校（ひらいこくみんがっこう）となる。
- 1947年（昭和22年）4月 - 学制改革により、平井小学校（ひらいしょうがっこう）となる。
- 1954年（昭和29年）10月 - 三木町発足。再度経営移管が成され、現在の三木町立平井小学校となる。
- 1958年（昭和33年）11月 - 校歌を制定。
- 1971年（昭和46年）3月 - 井上分校を廃校とし、本校に統合する。
- 1993年（平成5年）- 設立100周年。記念誌発行。2月に記念式典を行う。
- 1997年（平成9年）4月 - 香川医科大学附属病院に院内学級（実質上の分校）を敷設する。
- 2000年（平成12年）3月 - スクールバス購入。運用開始。
- 2005年（平成17年）4月 - 2学期制導入開始。

## 通学区域
- 井上
- 下高岡（鳥打、駒足に限る）
- 鹿伏
- 池戸
- 平木

## 主な学校行事
- 宿泊学習
- 修学旅行
- 体育祭

## 進学先中学校
- 三木町立三木中学校

## 隣接小学校区
- 三木町立白山小学校
- 三木町立氷上小学校
- 三木町立田中小学校
- 高松市立十河小学校
- 高松市立前田小学校
- 高松市立古高松小学校
- 高松市立牟礼小学校
- 高松市立牟礼南小学校
- さぬき市立志度小学校
- さぬき市立造田小学校

## 備考
1. ↑  地域的通称として「いのうえ」とは読まない。
2. ↑  公式サイト「沿革」より。